# 帕加马
帕加馬，新教譯為别迦摩，天主教譯為培爾加摩，或稱巴格門古城，是安纳托利亚古国，现在是土耳其境内貝爾加馬的一处历史遗迹。
帕加馬原是密细亚（安纳托利亚西北部）的一座古希腊殖民城邦，距爱琴海约26公里。城市本身坐落在巴克尔河北岸的一个海角上。在亚历山大大帝的东征之后，地中海地区进入了所谓希腊化时代，帕加馬则在继业者战争之后变成了一个由独立王公统治的王国。在阿塔罗斯王朝（前282年–前129年）统治下，帕加馬一度成为一个相當强盛的国家。

## 歷史
阿塔罗斯王朝得名于阿塔罗斯一世，阿塔罗斯一世于前238年自称为帕加马国王。在众多的希腊化国家中，他所建立的帕加马王国是新兴霸权国家罗马的最热心的支持者和主要盟友。在阿塔罗斯一世统治时期，帕加马在第一次马其顿战争和第二次马其顿战争中都与罗马人结盟，共同反对马其顿国王腓力五世。在歐邁尼斯二世统治时代，帕加马又在第三次马其顿战争中站在罗马一边反对马其顿国王珀尔修斯。作为一支相对弱小的国际力量，阿塔罗斯王朝诸王选择与罗马结盟无疑是明智的。在罗马人打垮了最大的希腊化国家塞琉古帝国后，帕加马获得了前塞琉古帝国在安纳托利亚的全部领土作为长期支持罗马的回报。

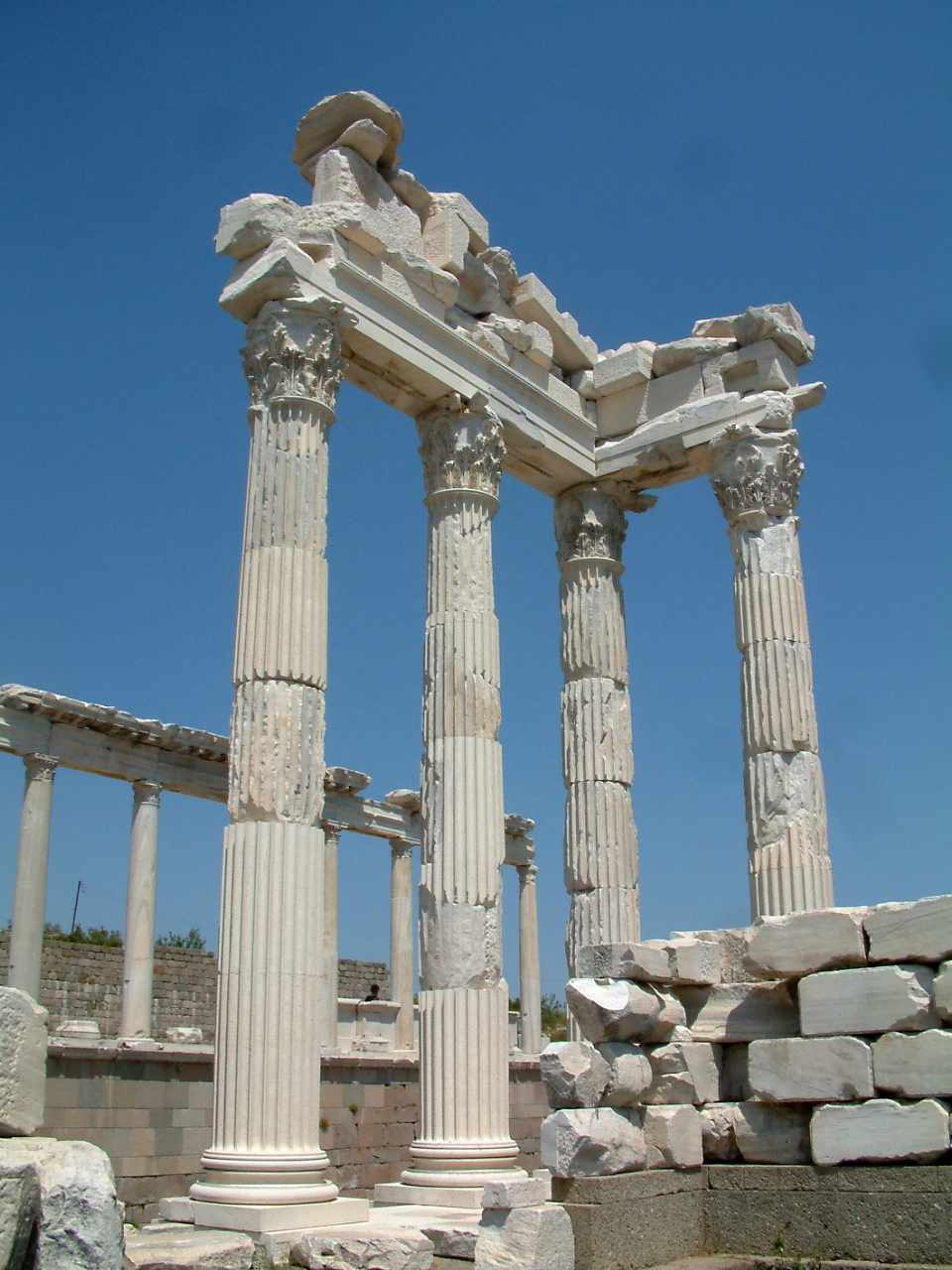
帕加马神庙遗迹

在阿塔罗斯三世于前133年去世时，他没有留下任何男性子嗣。他在遗嘱中将帕加马“赠予罗马”，以避免发生内战或是罗马干脆以军事入侵吞并这个国家。 
在公元1世纪，帕加马已经有基督教徒活动。帕加马基督教会是新约启示录中提到的7个教会之一。

## 建築
在帕加马城附近有一座古希腊医神阿斯克勒庇俄斯的神殿。